# Карамыш (посёлок при станции)
Карамыш — посёлок при станции Карамыш в Красноармейском районе Саратовской области России. Административный центр Карамышского муниципального образования.

## Физико-географическая характеристика
Посёлок находится в лесостепи, в пределах Приволжской возвышенности, являющейся частью Восточно-Европейской равнины, на правом берегу реки Карамыш. В окрестностях села распространены чернозёмы южные. Почвообразующие породы — глины и суглинки.
Географическое положение
По автомобильным дорогам Карамыш расположен в 91 км от Саратова и 22 км от районного центра города Красноармейск.

## История
Станция Карамыш входит в Саратовское отделение Приволжской железной дороги.
Станция основана в 1942 году в связи со строительством Волжской рокады. Первый поезд через станцию Карамыш прошёл 14 августа 1942 года. На станции, в годы использования паровозной и тепловозной тяги, имелось оборотное локомотивное депо и дом отдыха локомотивных бригад. При электрификации надобность в этих объектах пропала, но была построена тяговая подстанция.
В 1945 году при станции самовольно возник посёлок железнодорожных рабочих. В 1954 году рабочие и служащие ПЖД, проживавшие на станции Карамыш и в селе Усть-Золиха, обратились с просьбой к Председателю Верховного Совета СССР К. Е. Ворошилову о признании их станции рабочим посёлком и выделении для него соответствующих угодий. Просьба была отклонена. К тому времени его площадь составляла 9,63 га насчитывала 124 двора.

## Население
| 2002 | 2010 |
| ---- | ---- |
| 770  | ↗822 |

Динамика численности населения
| 1987 | 2002 |
| ---- | ---- |
| ≈890 | 770  |

## Инфраструктура
Путевое хозяйство. Действует железнодорожная станция.

## Транспорт
Автомобильный и железнодорожный транспорт.